# Anthrax argentiapicalis
Anthrax argentiapicalis är en tvåvingeart som först beskrevs av Enrico Adelelmo Brunetti 1912.  Anthrax argentiapicalis ingår i släktet Anthrax och familjen svävflugor. Inga underarter finns listade i Catalogue of Life.